# 鈴木愛理のEasy To Smile
『鈴木愛理のEasy To Smile』（すずきあいりのイージー トゥー スマイル）は、JFNで2021年（令和3年）10月2日から2024年（令和6年）9月28日まで放送していたラジオ番組である。

## 概要
歌手・女優・モデルとして活躍する鈴木愛理 の魅力を音楽とトークで届け、リスナーの毎日がスマイルで溢れるような番組を目指している。番組名は鈴木の楽曲『Easy To Smile』から取られている。
AuDeeで配信されていた『鈴木愛理 ギリ日! Airi's Potion』の最終回でこの番組が始まることが発表された。また同タイミングでエフエム大阪で新番組『LAUGH & MUSIC RADIO～鈴木愛理のあいりがたり。』が始まることも発表された。
番組最後の挨拶は「それでは一緒に深～く深呼吸して吸って、はいて、また、たくさん笑えますように」である。
月曜日の朝（初回から第54回までは月曜日更新、第55～78回までは火曜日更新）にはアフタートークが音声プラットフォームのAuDeeにて配信されている。本編とは違い、鈴木と番組制作スタッフがトークするスタイルとなっている。
番組の公式ハッシュタグは「#イジスマ」で、『鈴木愛理 ギリ日! Airi's Potion』同様、収録中に鈴木への質問などを募集して番組内で紹介することがある。
2024年9月21-23日放送分で、28-30日放送予定分で終了が発表された。

## コーナー
メッセージ紹介
メッセージフォームに届いたメッセージやハッシュタグのついたツイートを紹介している。
Smile Music
鈴木が影響された曲やハマっている曲を紹介するコーナー。
こんなアンケートありました
様々なアンケート調査の結果を見て、鈴木がどれくらい格差があるか、ないかを学ぶコーナー。
これって知ってる?
世間の流行りやトレンドワードを鈴木が知っているか調査するコーナー。
鈴木愛理が叫びたい
鈴木に叫んでもらいたいことを募集するコーナー。怒りや告白、喜びのメッセージなどを募集している。
No ◯◯、No Life
これがないとダメ、生きる糧になっているという物事を募集するコーナー。
ミドルネーム
鈴木のミドルネームを募集するコーナー。

## ネット局
放送時間の早い順から記載。ネット局は全局「radiko」・「radikoプレミアム」で聴取可能。2024年5月現在、26局で放送されている。

### 現在
| 放送対象地域 | 放送局名                         | 放送時間               | 放送期間        | 備考          |
| ------------ | -------------------------------- | ---------------------- | --------------- | ------------- |
| 宮城県       | エフエム仙台（Date fm）          | 毎週土曜 8:30 - 8:55   | 2021年10月2日 - | [ 12 ]        |
| 兵庫県       | 兵庫エフエム放送（Kiss FM KOBE） | 毎週土曜 9:30 - 9:55   | 2021年10月2日 - |               |
| 大分県       | エフエム大分（Air-Radio FM88）   | 毎週土曜 9:30 - 9:55   | 2022年1月1日 -  |               |
| 宮崎県       | エフエム宮崎（JOY FM）           | 毎週土曜 12:25 - 12:50 | 2024年5月4日 -  | [ 13 ]        |
| 愛知県       | エフエム愛知（FM aichi）         | 毎週日曜 5:00 - 5:30   | 2021年10月3日 - | [ 14 ]        |
| 滋賀県       | エフエム滋賀（e-radio）          | 毎週日曜 8:00 - 8:30   | 2021年10月3日 - |               |
| 岐阜県       | エフエム岐阜（FM GIFU）          | 毎週日曜 8:00 - 8:30   | 2021年10月3日 - |               |
| 岡山県       | 岡山エフエム放送（FM OKAYAMA）   | 毎週日曜 8:00 - 8:30   | 2021年10月3日 - |               |
| 広島県       | 広島エフエム放送                 | 毎週日曜 8:00 - 8:30   | 2021年10月3日 - |               |
| 香川県       | エフエム香川（FM香川）           | 毎週日曜 8:00 - 8:30   | 2021年10月3日 - |               |
| 高知県       | エフエム高知（Hi-Six）           | 毎週日曜 8:00 - 8:30   | 2021年10月3日 - |               |
| 佐賀県       | エフエム佐賀（FMS）              | 毎週日曜 8:00 - 8:30   | 2021年10月3日 - |               |
| 熊本県       | エフエム熊本（FMK）              | 毎週日曜 8:00 - 8:30   | 2021年10月3日 - |               |
| 沖縄県       | エフエム沖縄（FM沖縄）           | 毎週日曜 8:00 - 8:30   | 2021年10月3日 - |               |
| 三重県       | エフエム三重（レディオキューブ） | 毎週日曜 8:00 - 8:30   | 2021年10月3日 - | [ 15 ]        |
| 岩手県       | エフエム岩手（FM IWATE）         | 毎週日曜 9:00 - 9:30   | 2021年10月3日 - | [ 16 ]        |
| 福島県       | エフエム福島（ふくしまFM）       | 毎週日曜 9:00 - 9:30   | 2021年10月3日 - | [ 17 ] [ 18 ] |
| 福井県       | 福井エフエム放送（FM FUKUI）     | 毎週日曜 9:00 - 9:30   | 2021年10月3日 - |               |
| 山口県       | エフエム山口（FMY）              | 毎週日曜 9:00 - 9:30   | 2021年10月3日 - |               |
| 長崎県       | エフエム長崎（FM Nagasaki）      | 毎週日曜 9:00 - 9:30   | 2021年10月3日 - | [ 19 ]        |
| 長野県       | 長野エフエム放送（FM-NAGANO）    | 毎週日曜 9:00 - 9:30   | 2021年10月3日 - | [ 20 ]        |
| 秋田県       | エフエム秋田                     | 毎週日曜 9:30 - 9:55   | 2022年10月2日 - | [ 21 ]        |
| 群馬県       | エフエム群馬（FM GUNMA）         | 毎週日曜 18:00 - 18:30 | 2021年10月3日 - |               |
| 徳島県       | エフエム徳島（FM徳島）           | 毎週日曜 28:30 - 29:00 | 2024年4月7日 -  |               |
| 新潟県       | エフエムラジオ新潟（FM-NIIGATA） | 毎週月曜 5:00 - 5:30   | 2021年10月4日 - |               |
| [ 注 3 ]     | InterFM897（interFm）            | 毎週月曜 21:00 - 21:30 | 2022年10月4日 - | [ 23 ]        |

### 過去
| 放送対象地域   | 放送局名                    | 放送時間               | 放送期間                      | 備考   |
| -------------- | --------------------------- | ---------------------- | ----------------------------- | ------ |
| 東京都         | エフエム東京（TOKYO FM）    | 毎週日曜 8:00 - 8:30   | 2021年10月3日 - 2022年3月27日 |        |
| 山形県         | エフエム山形                | 毎週土曜 9:30 -10:00   | 2023年4月1日 - 2023年12月30日 |        |
| 石川県         | エフエム石川                | 毎週土曜 5:00 - 5:30   | 2022年10月1日 - 2024年3月30日 |        |
| 鳥取県・島根県 | エフエム山陰（V-air）       | 毎週日曜 8:00 - 8:30   | 2021年10月3日 - 2024年3月31日 |        |
| 栃木県         | エフエム栃木（RADIO BERRY） | 毎週日曜 9:00 - 9:25   | 2022年7月1日 - 2024年3月24日  | [ 24 ] |
| 大阪府         | エフエム大阪（FM大阪）      | 毎週日曜 20:00 - 20:30 | 2021年10月3日 - 2024年3月31日 |        |

## ゲスト
- 日にちは放送基準日に準拠。

2021年
- 12月11日 - 山崎あおい[25]

2022年
- 2月19日 - 杏沙子 ※アフタートークにも出演した[26][27]。

## エピソード
- 2022年1月第1週の放送では3rdアルバム『26/27』に収録される「この星のキセキ」を初オンエアした[28]。また、2022年2月第1週の放送ではアルバムに収録されている楽曲を生歌で披露した[29]。